# PartijvdSport
De PartijvdSport  is een Nederlandse politieke partij die zich specifiek richt op de bevordering van sport, gezondheid en een gezonde levensstijl. De partij is landelijk actief.

## Partij
De naam van de partij, PartijvdSport, is geen afkorting maar de officiële naam van de partij. De letters 'vd' in de partijnaam kunnen zowel slaan op 'van de' als 'voor de' sport.
De standpunten van de partij hebben grotendeels betrekking op het bevorderen van de volksgezondheid. De partij richt zich onder meer op gezonder voedsel, meer sport en beweging, en het tegengaan van roken.

## Geschiedenis
De partij werd in 2021 opgericht door Ronald Wouters en Maurice Ambaum naar aanleiding van de problemen rondom de coronacrisis in Nederland, waaruit volgens de partij bleek dat er onvoldoende structurele aandacht was vanuit de politiek voor de bevordering van sport en gezondheid. Al bij het oprichten van de partij werd duidelijk gemaakt dat de intentie was om mee te doen aan zowel lokale als landelijke verkiezingen, waaronder de Provinciale statenverkiezingen van 2023 en de Tweede Kamerverkiezingen van 2023, hoewel ze aan eerstgenoemde niet mee hebben gedaan.
De eerste verkiezingen waar de partij aan meedeed waren de herindelingsverkiezingen van 2021 in de gemeente Maashorst, waar de partij met 236 stemmen 36,7% van de kiesdeler kreeg en dus geen zetel behaalde. Bij de gemeenteraadsverkiezingen van 2022 in de gemeente Olst-Wijhe kwam de partij uiteindelijk met een restzetel in de raad.
In mei 2025 werd bekend dat de fractievoorzitter van de partij in Olst-Wijhe zich, vanaf de verkiezingen in maart 2026, zou overstappen naar de partij Gemeentebelangen Olst-Wijhe.